# Mandalahayu
Mandalahayu is een bestuurslaag in het regentschap Tasikmalaya van de provincie West-Java, Indonesië. Mandalahayu telt 4551 inwoners (volkstelling 2010).